# Pheidole picea
Pheidole picea är en myrart som först beskrevs av Buckley 1867.  Pheidole picea ingår i släktet Pheidole och familjen myror. Inga underarter finns listade i Catalogue of Life.